# كسوف كلي (فلم)
كسوف كلي (بالإنجليزية: Total Eclipse) هو فيلم دراما تم إنتاجه في بلجيكا وفرنسا وصدر في سنة 1995. الفيلم من إخراج آجنيسكا هولاند وكتابة كريستوفر هامبتون. من بطولة ليوناردو دي كابريو وكريستوفر هامبتون وديفيد ثوليس ورومين دوهرينغر.

## الممثلون والشخصيات
- ليوناردو دي كابريو (بدور: آرثر رامبو)
- كريستوفر هامبتون (بدور: القاضي)
- ديفيد ثوليس
- رومين دوهرينغر

## الميزانية والإيرادات
بلغت تكلفة إنتاج الفيلم حوالي 6,780,000 يورو بينما حقق أرباحا تقدر بـ 340,139 دولار 

## وصلات خارجية
- مقالات تستعمل روابط فنية بلا صلة مع ويكي بيانات